# Rat Pack
Rat Pack (letteralmente: "branco di ratti") era il nome con cui tra la fine degli anni cinquanta e l'inizio degli anni sessanta venne soprannominato il gruppo di uomini di spettacolo formato da Frank Sinatra, Dean Martin, Sammy Davis Jr., Peter Lawford e Joey Bishop.

da sinistra, Frank Sinatra, Dean Martin, Sammy Davis Jr., Peter Lawford, Joey Bishop

## La storia del gruppo

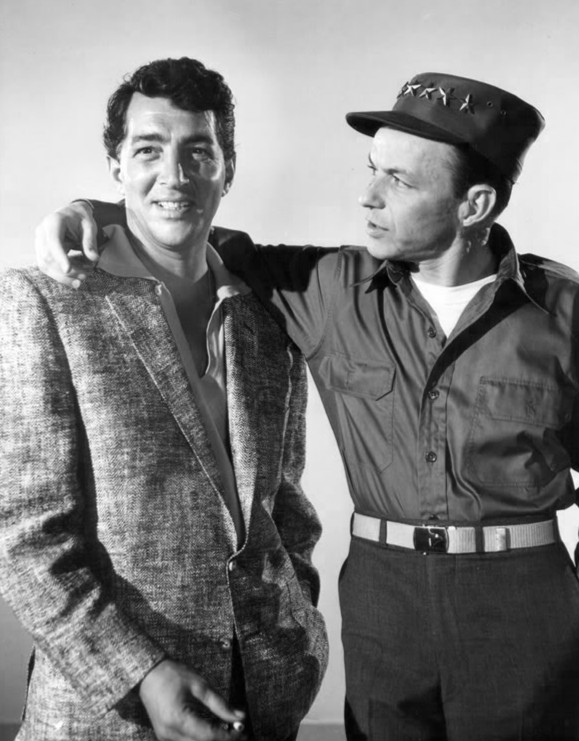
Dean Martin con Frank Sinatra

Il soprannome "Rat Pack" (la "banda dei topi"), o "Holmby Hills Rat Pack", risale alla metà degli anni cinquanta e fu coniato dall'attrice Lauren Bacall per definire il ristretto gruppo di amici e colleghi artisti che all'epoca era composto da Humphrey Bogart, Spencer Tracy, Frank Sinatra, David Niven e la moglie Hjordis, Judy Garland e il terzo marito, il produttore e impresario Sidney Luft, il ristoratore di Hollywood Mike Romanoff e la moglie Gloria, il talent scout Swifty Lazar, lo scrittore e sceneggiatore Nathaniel Benchley, e il compositore Jimmy Van Heusen.
In occasione della prima di uno spettacolo di Noël Coward al "Desert Inn" di Las Vegas, il gruppo soggiornò in città per quattro giorni di baldoria e gioco d'azzardo, al termine dei quali Lauren Bacall definì "branco di ratti" i malconci superstiti dei bagordi. L'istituzione ufficiale del gruppo avvenne la settimana successiva con una cena al ristorante hollywoodiano di Mike Romanoff, in occasione della quale Tracy fu nominato "Topo Onorario", la Bacall "Madre della Tana", e Bogart ebbe l'incarico di curare le relazioni pubbliche del gruppo.
I componenti del gruppo e gli aspiranti tali dovevano possedere doti di anticonformismo, il gusto per il bere e le ore piccole, la predisposizione all'allegria e l'assoluta indifferenza a qualsiasi critica. Lo stesso Bogart dichiarò che il gruppo esisteva «per combattere la noia e perpetuare l'indipendenza. Noi ci ammiriamo e non ci importa di nessun altro».
Nella seconda metà degli anni cinquanta, dopo la morte di Bogart, Frank Sinatra, che aveva fatto parte del nucleo originale del "Rat Pack", radunò attorno a sé un altro gruppo di colleghi e amici formato da Dean Martin, Sammy Davis Jr., Peter Lawford, Shirley MacLaine e Joey Bishop, gruppo che venne soprannominato "Il Clan". Ispirandosi ai tempi di Bogart, Sinatra attribuì il soprannome "Rat Pack" al suo gruppo, che iniziò a diventare molto popolare esibendosi spesso a Las Vegas, diventando una delle attrazioni che resero la città tra i principali poli statunitensi dell'intrattenimento, e a gravitare intorno alla figura di John F. Kennedy, cognato di Peter Lawford, del quale il "Rat Pack" sostenne la candidatura alla presidenza degli Stati Uniti.
A differenza dell'originario e più discreto Rat Pack, il clan di Sinatra era disposto a mettersi in mostra, presentandosi compatto sulla scena di tutti gli show di Las Vegas o talvolta invadendo quelli degli altri. Eddie Fisher lo scoprì a sue spese quando gli venne affidata l’inaugurazione di un casinò: il clan irruppe sul palcoscenico, salendo sui tavoli, scherzando e facendo capriole, rubando praticamente la scena a Fisher.
Il Rat Pack interpretò anche diversi film, tra cui Colpo grosso (1960), Pepe (1960), Tre contro tutti (1962), I 4 di Chicago (1964), quest'ultimo senza Lawford e Bishop, ma con Bing Crosby ad affiancare Sinatra, Martin e Davis Jr..

## Citazioni e omaggi
Al nome "Rat Pack" si ispirarono i critici che negli anni ottanta battezzarono "brat pack" il gruppo di attori giovani emergenti che includeva, tra gli altri, Molly Ringwald, Emilio Estevez e Demi Moore.
Sempre negli anni 80, sulla scia lessicale del rat pack e del brat pack, si coniò il termine brit pack per riferirsi ad un gruppo di giovani attori britannici sempre più popolari. Tale gruppo includeva, tra gli altri, Gary Oldman, Tim Roth, Colin Firth e Daniel Day-Lewis.
Negli anni 2000 fu coniato il termine "frat Pack", ad identificare un gruppo di attori composto dai fratelli Owen e Luke Wilson, da Ben Stiller e Vince Vaughn.
Il film Rat Pack - Da Hollywood a Washington del 1998 è dedicato al Rat Pack.
Nel film Insospettabili sospetti (2017), i tre protagonisti compiono una rapina indossando maschere aventi le sembianze dei cantanti del Rat Pack.
Il gruppo musicale irlandese Westlife nel videoclip "World of Our Own", pubblicato nel 2002, i membri indossano abiti in stile Rat Pack.